# Heinrich Christian Gottlieb Tamm
Heinrich Christian Gottlieb Tamm (* 1. Juli 1798 in Lobenstein; † 12. Juli 1869 ebenda) war ein deutscher Tuchfabrikant und Politiker.

## Leben
Tamm war der Sohn des Tuchmachermeisters Johann Georg Tamm und dessen Ehefrau Friederike Margarethe geborene König. Er war evangelisch-lutherischer Konfession und heiratete am 2. Mai 1830 in Lobenstein in erster Ehe Dorothee Sophie Friederike Fröb (* 3. Juli 1810 in Lobenstein; † 24. Oktober 1834 ebenda), die Tochter des Tuchmachermeisters Ehrhard Samuel Fröb in Lobenstein. In zweiter Ehe heiratete er am 15. Juni 1835 in Lobenstein Sophie Hedwig Horn (* 9. Oktober 1809 in Lobenstein; † 7. Juni 1876 ebenda), die Tochter des Tuchfabrikanten Johann Heinrich Horn in Lobenstein.
Tamm war Tuchfabrikant und Bürger in Lobenstein.
Vom 5. Januar 1864 bis zum 5. April 1865 war er Abgeordneter im Landtag Reuß jüngerer Linie. 